# Velataspis anasterias
Velataspis anasterias är en insektsart som beskrevs av Ferris 1937. Velataspis anasterias ingår i släktet Velataspis och familjen pansarsköldlöss. Inga underarter finns listade i Catalogue of Life.